# Кардинал-протодиякон
Кардина́л-протодия́кон — старійшина кардиналів-дияконів. Найчастіше є старішою по зведенню у сан кардинала-диякона особою.
Посада кардинала-протодиякона походить від колись дуже важливої посади архідиякона Святої римської церкви. Як у більшості інших, особливо західних, церков раннього періоду його основним завданням було слідкування за майном церкви та розпорядження ним, особливо на користь вдів та бідних. Коли Рим перейшов під повну владу Папи, він був розділений на спеціальні округи-дияконства, які очолювали диякони. Ці диякони одночасно очолюючи, також, церкви-дияконства в Римі стали прототипом майбутніх кардиналів-дияконів. В свою чергу, їх очолював архідиякон.
Кардинал-протодиякон має особливі церемоніальні функції. Найголовнішими з них є оголошення про обрання нового Папи з центральної лоджії Базиліки св. Петра спеціальною формулою:
| Annuntio vobis gaudium magnum: Habemus Papam! Eminentissimum ac Reverendissimum Dominum, Dominum [ім'я], Sanctæ Romanæ Ecclesiæ Cardinalem [прізвище], qui sibi nomen imposuit [тронне ім'я]. | («Прголошую вам велику радість: Маємо Папу! Високопреосвященнійшого та високоповажного пана, пана [ім'я], Кардинала Святої Римської Церкви [прізвище], який взяв собі ім'я [тронне ім'я].») |

Також, під час церемонії папської інавгурації він одягає Папі паллій — знак митрополичої влади. Раніше, під час папської коронації він одягав новому римському єпископу тіару.
З лютого 2005 по лютий 2007 року (а отже, і оголошував про обрання 19 квітня 2005 Бенедикта XVI) кардиналом-протодияконом був чилійський кардинал Хорхе Артуро Медіна Естевес.
З 21 лютого 2011 року кардиналом-протодияконом є французький кардинал Жан-Луї Торан, у зв'язку з переведенням попереднього протодиякона, Аґостіно Качавілана, до сану кардинала-пресвітера.

## Відомі кардинали-протодиякони
- Ренато Рафаелє Мартіно[en][3]
- Джон Генрі Ньюмен